# Димитър Игнатов (режисьор)
 Тази статия е за български театрален режисьор.  За политика вижте Димитър Игнатов.  
Димитър Игнатов е български театрален режисьор.
Роден на 21 април 1944 г. в село Бойково, Пловдивско. Висшето си образование получава в Софийския университет, специалност „Българска филология“, а през 1975 г. завършва и второто си висше образование със специалност „Режисура“ във ВИТИЗ „Кръстьо Сарафов“ при професор Боян Дановски.
Димитър Игнатов прави кариера, предимно извън столицата, в провинциални театрални институти. От 1985 г. до 1999 г. и от 2002 г. до 2011 г. е директор на родопския Драматично-куклен театър „Димитър Димов“ в Кърджали, Драматичен театър „Гео Милев“ в Стара Загора, Драматичен театър „Владимир Трандафилов“ – Видин. Дебютът му е на сцената на силистренския Драматично-куклен театър „Сава Доброплодни“.
Почива на 4 май 2021 г.

## Реализирани постановки
| Заглавие                                     | От               |
| -------------------------------------------- | ---------------- |
| Коварство и любов                            | Фридрих Шилер    |
| Мата Хари                                    | Недялко Йорданов |
| Антигона                                     | Жан Ануи         |
| Игра на живота и смъртта в пепелната пустиня | Хория Ловинеску  |
| Шемет                                        | Ървин Уелш       |
| Случка в зоопарка                            | Едуард Олби      |
| Женско царство                               | Ст. Л. Костов    |
| Хамлет                                       | Уилям Шекспир    |
| Дом №13                                      | Олег Ерньов      |
| Зех тъ, Радке, зех тъ!                       | Сава Доброплодни |
| Оркестър Титаник                             | Христо Бойчев    |
| Господа, другари, пичове и дами              | Виктор Ляпин     |
| Нощта на Хелвер                              | Ингмар Вилкист   |
| Фантазиите на Фарятиев                       | Ала Соколова     |

## Като актьор в киното
| Заглавие                            | Режисьор       |
| ----------------------------------- | -------------- |
| 1991 - Мираж под наем - (инженерът) | Христо Христов |
| Винаги можеш да бъдеш мъж           | Петър Каишев   |
| Левакът                             | Петър Василев  |
| Катина                              | Януш Вазов     |